# Sorbus hybrida
Sorbus hybrida là loài thực vật có hoa trong họ Hoa hồng. Loài này được L. miêu tả khoa học đầu tiên năm 1762.

## Hình ảnh

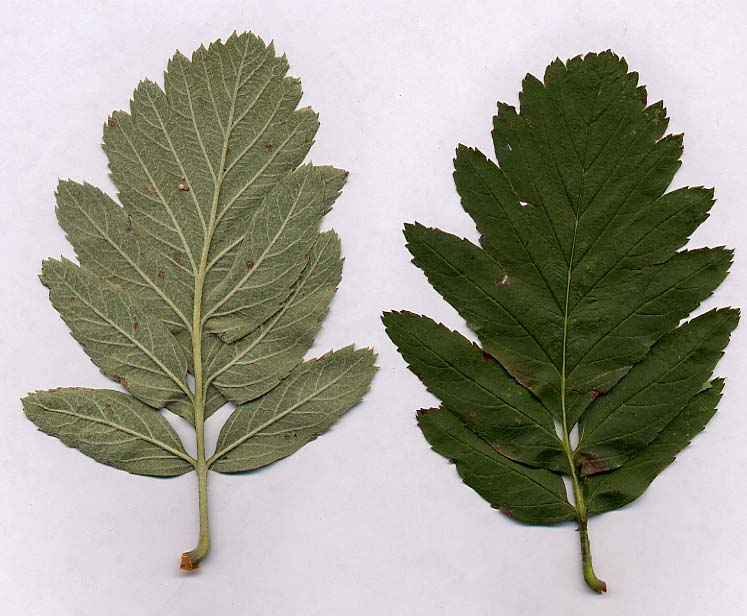
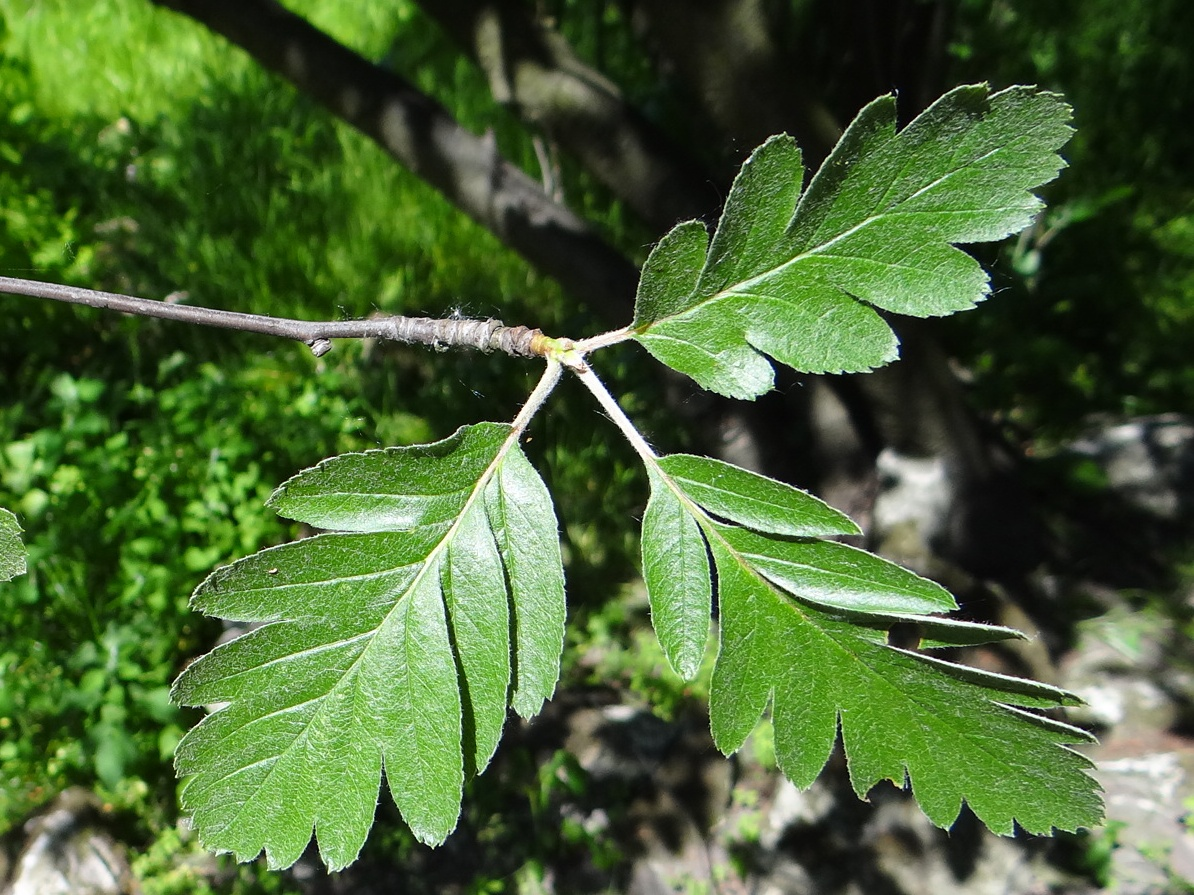